# Gajary
Gajary este o comună slovacă, aflată în districtul Malacky din regiunea Bratislava. Localitatea se află la altitudinea de 151 m deasupra n.m., se întinde pe o suprafață de 50,83 km2 și în 2017 număra 3.050 de locuitori.

## Istoric
Localitatea Gajary este atestată documentar din 1373.

## Demografie
| An:                | 1994 | 2004    | 2014   | 2024   |
| ------------------ | ---- | ------- | ------ | ------ |
| Număr de persoane: | 2537 | 2792    | 2936   | 3215   |
| Diferență:         |      | +10,05% | +5,15% | +9,50% |

| An:                | 2023 | 2024   |
| ------------------ | ---- | ------ |
| Număr de persoane: | 3201 | 3215   |
| Diferență:         |      | +0,43% |